# (9613) 1993 BN3
A (9613) 1993 BN3 a Naprendszer kisbolygóövében található aszteroida. Thomas J. Balonek fedezte fel 1993. január 26-án.